# ハースロッホ
ハースロッホ (独: Haßloch)はドイツ連邦共和国 ラインラント＝プファルツ州バート・デュルクハイム郡にある、連合自治体に属してはいない町村。

## 姉妹都市
ハースロッホは以下の都市と姉妹都市である。
- ヴィロフレー (Viroflay) （フランス ）
- ゲベゼー (Gebesee) （テューリンゲン州 ）
- シリフケ (Silifke) （トルコ ）
- ボウチン (BWołczyn) （ポーランド ）